# 村上陽一郎
村上 陽一郎（むらかみ よういちろう、1936年9月9日 - ）は、日本の科学史家・科学哲学者。東京大学名誉教授、国際基督教大学名誉教授。豊田工業大学次世代文明センター長。2015年瑞宝中綬章受章。
東大大学院で科学史・科学哲学を専攻。『近代科学と聖俗革命』(1976年)で、西欧の近代科学では18世紀に大きな不連続面が存在するとし、自然から神の存在を剥奪し、自然の原理を人間が把握した「聖俗革命」があったと提唱した。新しい科学史の方法からルネサンスを再評価するなど、科学の本質を明らかにし続けている。

## 経歴
東京都立日比谷高等学校卒業。1962年東京大学教養学部教養学科科学史科学哲学分科卒業。1968年東京大学大学院人文科学研究科比較文学比較文化専攻博士課程単位取得満期退学。
1965年上智大学理工学部助手、1971年同助教授。1973年より東京大学教養学部助教授、1986年同教授、1989年東京大学先端科学技術研究センター教授、1992年東京大学工学部教授兼任、1993年同先端科学技術研究センター長。国立ウィーン工科大学客員教授。
1995年国際基督教大学教授、1997年東京大学名誉教授、2008年国際基督教大学退任、客員教授。2005年東京大学科学技術インタープリター養成プログラム特任教授、2009年東京理科大学教授、2010年東洋英和女学院大学学長、2014年同退任。2018年豊田工業大学次世代文明センター長。

## 研究内容・業績
- 専門は物理学史であり、『ペスト大流行』[1]で感染症を解決しようと試みる科学者の試行錯誤を描き出しただけでなく、科学哲学の考察を加えた。「安全学」という言葉を作り、関連著書を出版している。

## 人物
カトリック教徒。高校時代からチェロを演奏し、アマチュア・オーケストラでの在籍・演奏経験があるためクラシック音楽に関する造詣も深い。青木十良の門下生である。2008年3月、東京都千代田区にある紀尾井ホールで開催した国際基督教大学の退任記念コンサートでは、交流がある美智子上皇后も会場に訪れた。

## 受賞歴・受勲歴
- 1973年 - 第1回哲学奨励山崎賞受賞
- 1985年 - 第39回毎日出版文化賞受賞 『ヒューマンサイエンス』全5巻、石井威望・小林登・清水博共編、中山書店
- 2015年春 - 瑞宝中綬章[2]

## 出演番組
- FM音楽手帳「私と一枚のレコード」（NHK-FM）
- 音楽ジャーナル（NHK-FM、1991年4月7日 - 1994年4月3日）

## 著書

### 単著
- 『西欧近代科学――その自然観の歴史と構造』（新曜社 1971年、新版2002年）
- 『近代科学を超えて』（日本経済新聞社 1974年／講談社学術文庫 1986年）ISBN 4061587641
- 『近代科学と聖俗革命』（新曜社 1976年、新版2002年）
- 『日本近代科学の歩み』（三省堂選書 1977年）。新版『日本近代科学史』（講談社学術文庫、2018年）
- 『新しい科学論―「事実」は理論をたおせるか』（講談社ブルーバックス 1979年）
- 『科学と日常性の文脈』（海鳴社 1979年）
- 『日本人と近代科学』（新曜社 1980年）
- 『科学・哲学・信仰』（第三文明社<レグルス文庫> 1980年／講談社学術文庫 2021年）
- 『科学のダイナミックス―理論転換の新しいモデル』（サイエンス社 1980年）
- 『動的世界像としての科学』（新曜社 1980年）
- 『科学史の逆遠近法―ルネサンスの再評価』（中央公論社「自然選書」 1982年／講談社学術文庫 1995年）
- 『ペスト大流行―ヨーロッパ中世の崩壊』（岩波新書黄版 1983年）
- 『歴史としての科学』（筑摩書房 1983年）
- 『ハイゼンベルク』（岩波書店「20世紀思想家文庫」 1984年／講談社学術文庫 1998年）
- 『物理科学史』（放送大学教育振興会 1985年）
- 『技術とは何か―科学と人間の視点から』（日本放送出版協会〈NHKブックス〉 1985年）
- 『「科学的」って何だろう―科学の歴史の落ち穂を拾う』（ダイヤモンド社 1986年）
- 『時間の科学』（岩波書店 1986年）
- 『宇宙像の変遷』（放送大学教育振興会 1987年／講談社学術文庫 1996年）
- 『科学史はパラダイム変換するか』（三田出版会 1990年）
- 『生と死への眼差し』（青土社 1993年）
- 『科学者とは何か』（新潮社〈新潮選書〉1994年）ISBN 4106004674
- 『文明のなかの科学』（青土社 1994年）
- 『奇跡を考える』（岩波書店「叢書現代の宗教」1996年／講談社学術文庫 2014年）ISBN 406292269X
- 『20世紀の日本（9）医療―高齢社会へ向かって』（読売新聞社 1996年）
- 『安全学』（青土社 1998年）ISBN 4791756797
- 『科学・技術と社会―文・理を越える新しい科学・技術論』（光村教育図書 1999年）
- 『科学の現在を問う』（講談社現代新書 2000年）ISBN 4061495003
- 『生と死への眼差し』（青土社 2001年）ISBN 4791758625
- 『文化としての科学／技術』（岩波書店「双書科学／技術のゆくえ」 2001年／岩波現代文庫、2021年）
- 『生命を語る視座―先端医療が問いかけること』（NTT出版 2002年）ISBN 4757160097
- 『科学史からキリスト教をみる』（創文社 2003年） ISBN 4423301148
- 『やりなおし教養講座』（NTT出版<ライブラリーレゾナント> 2004年）
  - 『あらためて教養とは』（新潮文庫 2009年）ISBN 4101375518
- 『安全と安心の科学』（集英社新書 2005年）ISBN 408720278X
- 『文明の死／文化の再生』（岩波書店「双書時代のカルテ」 2006年）ISBN 400028083X
- 『工学の歴史と技術の倫理』（岩波書店 2006年）ISBN 4000063103
- 『科学・技術の二〇〇年をたどりなおす』（NTT出版 2008年）ISBN 4757160208
- 『人間にとって科学とは何か』（新潮選書 2010年）ISBN 4106036622
- 『あらためて学問のすすめ 知るを学ぶ』（河出書房新社 2011年）
- 『私のお気に入り　観る・聴く・探す』（集英社 2012年）
- 『エリートたちの読書会』（毎日新聞社 2014年）ISBN 4620322598
- 『科学の本一〇〇冊』（河出書房新社 2015年）ISBN 4309253385
- 『移りゆく社会に抗して　三・一一の世紀に』（青土社 2017年）ISBN 4791770013
- 『〈死〉の臨床学　超高齢社会における「生と死」』（新曜社 2018年）ISBN 478851561X
- 『死ねない時代の哲学』（文春新書 2020年）ISBN 4166612522
- 『エリートと教養－ポストコロナの日本考』（中公新書ラクレ 2022年）
- 『音楽 地の塩となりて』（平凡社 2023年）
- 『科学史家の宗教論ノート』（中公新書ラクレ 2025年）

### 共著
- （広重徹・伊東俊太郎）『思想史のなかの科学』（木鐸社, 1975年）
  - 改訂版 廣池学園事業部, 1996年／平凡社ライブラリー, 2002年
- （豊田有恒）『神の意志の忖度に発す――科学史講義』（朝日出版社, 1985年）
- （大橋力、小田晋、日高敏隆）『情緒ロボットの世界』 講談社 1985
- （杉本大一郎）『物理の考え方』（平凡社, 1987年）
- （柴谷篤弘・長野敬・養老孟司）『講座進化（2） 進化思想と社会』（東京大学出版会, 1991年）
- （市川浩・井上達夫・加藤尚武・坂部恵・坂本賢三）『現代哲学の冒険（13） 制度と自由』（岩波書店, 1991年）
- （猪瀬博）『研究教育システム』（朝倉書店, 1992年）
- （ひろさちや）『現代科学・発展の終焉　シリーズ生命との対話』（主婦の友社, 1994年）
- 『安全学の現在―対談集』（青土社, 2003年）
- （中村桂子・西垣通）『ウイルスとは何か　コロナを機に新しい社会を切り拓く』（藤原書店, 2020年）

### 編著
- 『医学思想と人間』（朝倉書店, 1979年）
- 『生命思想の系譜』（朝倉書店, 1980年）
- 『科学史の哲学』（朝倉書店, 1980年）
- 『技術思想の変遷』（朝倉書店, 1981年）
- 『時間と進化』（東京大学出版会, 1981年）
- 『時間と人間』（東京大学出版会, 1981年）
- 『運動力学と数学との出会い』（朝倉書店, 1982年）
- 『現代科学論の名著』（中公新書, 1989年）
- 『心のありか』（東京大学出版会, 1989年）
- 『先端科学技術と私』（朝倉書店, 1991年）
- 『日本の科学者101』（新書館, 2010年）
- 『コロナ後の世界を生きる　私たちの提言』（岩波新書, 2020年）
- 『「専門家」とは誰か』（晶文社, 2022年）

### 共編著
- （若桑みどり）『カンヴァス世界の大画家5　レオナルド・ダ・ヴィンチ』（中央公論社, 1983年）
- （伊東俊太郎）『講座科学史』（培風館, 1989年）
- （鶴見俊輔・富永健一・佐々木毅・中村政則・正村公宏）『戦後史大事典』（三省堂, 1991年）
- （中川久定）『自伝・回想録――18世紀を生きて』（国書刊行会, 1997年）
- （河合隼雄）『現代日本文化論（12）内なるものとしての宗教』（岩波書店, 1997年）
- （柳瀬睦男・川田勝）『日常性のなかの宗教――日本人の宗教心』（南窓社, 1999年）
- （細谷昌志）『宗教――その原初とあらわれ』（ミネルヴァ書房, 1999年）
- （樺山紘一・高田勇）『ノストラダムスとルネサンス』（岩波書店, 2000年）
- （NTTデータシステム科学研究所）『21世紀の「医」はどこに向かうか――医療・情報・社会』（NTT出版, 2000年）
- （大貫隆・島薗進・高橋義人）『グノーシス異端と近代』（岩波書店, 2001年）
- （大貫隆・島薗進・高橋義人）『グノーシス陰の精神史』（岩波書店, 2001年）

### 訳書
- アーサー・ケストラー『偶然の本質』（蒼樹書房，1974年 / ちくま学芸文庫，2006年）
- C・G・ユング/W・パウリ『自然現象と心の構造――非因果的連関の原理』（海鳴社, 1976年）
- フリードリッヒ・ヘルネック『知られざるアインシュタイン――ベルリン1927-1933』（紀伊國屋書店, 1979年）
- イアン・ヒンクフス『時間と空間の哲学』（紀伊國屋書店, 1979年）
- エルヴィン・シャルガフ『ヘラクレイトスの火――自然科学者の回想的文明批判』（岩波書店, 1980年 / 岩波同時代ライブラリー, 1990年）
- P・K・ファイヤアーベント『方法への挑戦――科学的創造と知のアナーキズム』（新曜社, 1981年）
- P・K・ファイヤアーベント『自由人のための知――科学論の解体へ』（新曜社, 1982年）
- ジョン・G・テイラー『現代科学の基礎知識――生命・人間・宇宙科学のルーツと行方』（学習研究社, 1982年）
- A・ブラニガン『科学的発見の現象学』（紀伊國屋書店, 1984年）
- スティーヴ・トーランス編『AIと哲学――英仏共同コロキウムの記録』（産業図書, 1985年）
- コリン・ロナン『図説科学史』（東京書籍, 1985年）
- ポール・M・チャーチランド『心の可塑性と実在論』（紀伊國屋書店, 1986年）
- L・ローダン『科学は合理的に進歩する――脱パラダイム論へ向けて』（サイエンス社, 1986年）
- イムレ・ラカトシュ『方法の擁護――科学的研究プログラムの方法論』（新曜社, 1986年）
- N・R・ハンソン『科学的発見のパターン』（講談社学術文庫, 1986年）
- M・ヘッセ『ヘッセ・知の革命と再構成』（サイエンス社, 1986年）
- M・ドゥ・メイ『認知科学とパラダイム論』（産業図書, 1990年）
- ルイス・S・フォイヤー『アインシュタインと科学革命――世代論的・社会心理学的アプローチ』（共訳、叢書ウニベルシタス・法政大学出版局, 1991年）
- P・K・ファイヤアーベント『知とは何か――三つの対話』（新曜社, 1993年 / ちくま学芸文庫, 2007年）
- ポール・ファイヤアーベント『哲学、女、唄、そして…――ファイヤアーベント自伝』（産業図書, 1997年）
- アブラハム・パイス『アインシュタインここに生きる』（産業図書, 2001年）
- ハリー・コリンズ/トレヴァー・ピンチ『迷路のなかのテクノロジー』（平川秀幸共訳、化学同人, 2001年）
  - 『解放されたゴーレム　科学技術の不確実性について』（ちくま学芸文庫, 2020年）
- スティーヴ・フラー『知識人として生きる』（青土社, 2009年）